# 10月1日反ファシスト抵抗グループ
「10月1日反ファシスト抵抗グループ」（スペイン語: GRAPO (Grupos de Resistencia Antifascista Primero de Octubre)）、通称「グラポ」は、1975年にスペインのガリシア州ビーゴで設立されたスペインのマルクス・レーニン主義、毛沢東主義、反フランコの極左テロ組織である。

## 概要
この組織はスペインにおける社会主義・人民共和制国家の樹立を目指していた。彼らは、2006年に国家裁判所が判決を下したように「（再編）スペイン共産党、PCE（r）」の武装組織とされている。メンバーの多くは若者であり、総数は200人近くであった。彼らのテロ行動は、殺人、誘拐、銀行強盗などであり、主にマドリード市、カタルーニャ州、ガリシア州等で約1,000件のテロを起こした。テロ犠牲者の会（AVT）のデータによれば、1975年から2006年の間に、グラポは93人を殺害し、95人を負傷させたという。一方、捜査側への抵抗の結果、メンバーの22人が死亡した。2011年3月10日のテロが最後で、その時点から活動は探知されていないが、公式に活動停止宣言や解散があったわけではない。このテロ組織は、大衆の支持を受けることはほとんどなかった。

## 歴史

### 初期（1968-1975）
1968年に、サンティアゴ・カリージョが中心者であったスペイン共産党（PCE）から分裂した、スペイン・マルクス・レーニン主義組織（OMLE）が、PCEの逃避先であったパリで誕生した。この組織は、毛沢東主義で、スペイン共産党のみならず、ソ連やそれを支援する他の党も批判した。その後、OMLEは1975年にカンタブリア州の町ラ・カバダで開催された第1回大会で自主解散し、「（再結成された）スペイン共産党 PCE(r)」となった。それは、その武装組織となるグラポを生み出す母体となった。
その後、グラポのテロ行動が、同年国内で開始された。特に、10月1日の犯行は、その名称に後に取り入れられ、代表的なテロとなった。
- 1975年8月2日、マドリードでグラポのメンバー3人が、車に乗っていた2人の市民警備隊員を襲撃し、1人が即死、1人が肺に銃弾を受け重傷。実行犯はエンリケ・セルダン・カリクスト、アベラルド・コラソ・アラウージョ、ホセ・ルイス・ゴンサレス・サゾ（通称「カバロ」）であった。死者の名前はカシミロ・サンチェス・ガルシア。
- 9月29日に、バルセロナ市にて、ある主要病院の給料支払いが行われていた銀行支店に、5人のグラポのメンバーが受給者の中に紛れ込んだ。当時は頻発する銀行強盗に備えて、銀行支店に警官が配置されていた。彼らは短銃や機関銃で発砲し、警備の警官2人が重傷を負った。後、その1人（ディエゴ・デル・リオ・マルティン）は死亡した[5]。
- 10月1日、組織の複数のグループが、警察官4人をマドリード市内の銀行支店4か所で射殺した[6]。1件は、市の北の中心地のカスティリャ広場に近い銀行支店が、開店したばかりの時であった。1人の実行犯が、警官の頭部を射撃し、倒れたところに、さらに数発砲し、他の2人が待っていた車で逃走した。被害者は8日に死亡した。2件目は、市の南西ラティノ区アルチェ小区の銀行支店で、カウンター脇に立っていた警官に、犯人らが背後から頭部と背中に発砲したことで、被害者は現場で死亡。3件目は、南部の中心アトーチャ駅に近い、メディタレネオ大通りの銀行支店にて、警官を射撃。警官は、搬送された病院で間もなく死亡[7]。4件目は、市の東側のコルベラ侯爵通りの銀行支店にて、2人の犯人が、警官を射撃。被害者は、搬送中に死亡。犯行を行ったのは、エンリケ・フェルナンド、セルダン・カリクスト（通称「コスタ」）、ピオ・モア・ロドリゲスであった。また、反ファシスト学生民主組織（ODEA）に所属する学生フランシスコ・ブロトンス・ベネイト（後にPCE(r)中央委員会のメンバー）が運転手を務めた。この4件の殺人は、その直前の同年9月27日に、フランコ政権下のスペインで行われた、最後の5人の処刑（FRAPの3人と政治的・軍事的ETAの2人）に抗議するものであった。死者は、ホアキン・アロンソ・バホ、アグスティン・ジネス・ナバーロ、アントニオ・フェルナンデス・フェレイロ、ミゲル・カスティーリャ・マルティンの4人。
- 10月8日には、バルセロナで、フアン・アントニオ・アルバ・エスカレラが殺害された[6]。（テロ犠牲者の会によると、この事件で最初の死者発生としている。）

### フランコ死亡後の行動(1975-1982)
- 1975年11月にフランコ将軍が死去し、民主化体制へ移行していったが、その後も、グラポは、テロ組織として、暴力的な行動を継続した。1976年には、特赦が行われたり、警察の捜査・逮捕により、母体の PCE(r) は小さい組織となった。グラポは少数の活動家で、折々、爆発物によるテロや強盗、企業家への恐喝等を行っており、一般社会からの支持はほとんどなかった。また、他の少数グループの統廃合が行われた。
- 1976年12月、マドリード市にてグラポは、国家評議会議長のアントニオ・マリア・デ・オリオル・イ・ウルキジョを誘拐し、年を越して、1977年1月24日には軍事司法最高評議会議長のエミリオ・ビジャエスクサ・キリスも誘拐した。この2件の被害者は2月11日に同市で、異なった場所において警察によって解放された[8]。監禁者らは、逮捕された。1977年の死者は9人。
- 1977年には、中心的な中心者マニュエル・ペレス＝マルティネスやマドリードの行動部が逮捕された。
- 1978年8月24日、グラポのガリシア州における関連組織により、ビーゴ（ガリシア州）で警備隊員2人が襲撃され、2人が軽傷を負った[9]。これは「ガリシア武力リーグ（略称　LAG）」と呼ばれる。この組織は、電話で犯行声明を行った[9]。
- 同月28日、サンティアゴ・デ・コンポステーラ（ガリシア州）で2人の男が、広場にいた警備隊員を射殺した[10]。ガリシア武力リーグは、この件について犯行声明を行ったが、グラポは、後に犯行声明を出し、犯行はLAGが「発明したもの」であると非難した。
- 1979年1月8日、スペイン最高裁判所第6法廷のミゲル・クルス・クエンカ裁判官が自宅のドアのところで、グラポのメンバーにより射殺された。彼は脅迫を受けており、尾行されているのを知っていて、生活習慣を変更するなどの対策をしていた[11]。
- 同年2月26日、マドリードのドゥケ・デ・パストラーナ広場4番地にある警備隊の兵舎で、車両から爆発物が投げ込まれ、警備隊員と3歳の子供が負傷した。

### マドリードにおけるカフェテリアの爆破
- 1979年5月26日にグラポは、マドリードの繁華街、ゴヤ通りの中心に位置するカフェ「カリフォルニア47」に強力な爆弾を仕掛けた。爆弾は午後6時55分に爆発し、9人が死亡、61人が負傷し、その多くが重傷を負った。このテロは土曜の午後を狙ったもので、カフェには多くの客が訪れており、店内は完全に破壊され全焼した。これは同グループによる最も血なまぐさいテロ攻撃で、しかも一般市民を狙ったのは明らかであった[12]。この事件で、後の1981年、グラポの指導者ホセ・マリア・サンチェス・カサスとアルフォンソ・ロドリゲス・ガルシアはこの襲撃を実行したとして、高等裁判所から懲役270年の判決を受けた。しかし、グラポはこの襲撃の責任を認めることはなく、極右勢力と政治的組織による犯行だと主張した[13]。79年の死者は、31人。
- この年には、マドリード、バルセロナ、ヴァレンシアなどで21人が逮捕された。

### 衰退期

#### 1980年代
- 1982年、フェリペ・ゴンサレス首相による社労党政府が成立した。グラポは、この折に停戦を提案し、翌1983年に内務省と交渉した結果、グラポはさらに支持を失い、メンバーの一部が武力闘争を放棄した。
- 1984年中の激しいキャンペーンの後、1985年1月18日、スペインの各都市での広範囲な取締りが行われ、18人が逮捕された。これにより、グラポの新しい再編成は阻止された。当時のホセ・バリオヌエボ内務大臣によると、21日までにグラポの活動的なメンバー全員が逮捕された。しかし、他の2名、マヌエル・ペレス・マルティネス（通称アレナス同志）とミラグロス・カバジェロ・カルボネル（スペインを1か月ほど離れていた）は、この逮捕を免れて逃亡した。
- 1987年、彼らは新たな行動部隊を組織した。数か月後の1988年、ラ・コルーニャ（ガリシア州）中心部で、当時、金融機関カイシャ・ガリシアの会長だったガリシア人の実業家クラウディオ・サン・マルティンを彼の自宅で暗殺した。
- 1989年、彼らはヒホン（アストゥリアス州）で税務署を襲撃し、2人の警備隊員を殺害した[14]。11月、マスメディアの注目を集める目的で、ハンガー・ストライキを開始した。このうち1人は、翌年5月に死亡した。

#### 1990年代
- 1990年、グラポは、バリャドリッド市の路上で、軍のマヌエル・ロペス・ムニョス大佐を3発の発砲で射殺した[15]。3月には、ハンストの結果の手当を担当していた内科部長の医師が射殺された。
- 1992年、フェルナンド・シルバ・サンデがグラナダの刑務所から逃亡し、組織の再興を図った。
- 1995年6月27日、サラゴサで、グラポにより実業家プブリオ・コルドンが誘拐された。彼は15年来、脅迫や恐喝の対象となっていた。その後の8月17日、グラポは「身代金4億ペセタの支払いにより解放された」と公表した。しかし、その消息については長年にわたり不明であった[3]。2012年7月19日、セビリアとカディスで3人の活動家が逮捕された後に、この実業家が「誘拐された2週間後、南フランスで監禁されていた家から脱出しようとして死亡した」という説明が行われた。
- 1999年、グラポはバジャドリッドの銀行支店を襲い、マドリード市の社労党中央本部に爆弾を仕掛けるなど、その存在を示した。

#### 2000年代
- 2000年5月、彼らは、ビーゴ（ガリシア州）で、警備会社の現金輸送車を襲い、現金を盗もうとした。この事件で、輸送にあたっていた警備会社員の2人が死亡し、1人が重傷を負った。これは、市中での銃撃戦のようになり、車の後部にて身を守りつつ射撃した社員1人の抵抗で、現金は盗まれず、この襲撃は失敗となった。彼らは、実行前の2月から滞在し、3か月間、この現金輸送車の経路の下見をしていた[16]。
- 同年、「再結成されたスペイン共産党」PCE(r)とグラポの指導者7人が、パリで逮捕され、組織の指導部は解体された。この中には「同志アレナス」も含まれていた。
- 2000年11月17日、グラポは、マドリード市のカラバンチェル地区で、一人でパトロールしていた警官の後頭部を射撃し殺害した。また、企業や公共施設に爆弾を仕掛けた。
- 2002年、フランスで8人、スペインで6人の計14人のメンバーが逮捕された。
- 2003年、彼らはアルコルコン（マドリード州）の銀行支店を襲う強盗事件を起こした。他の18人のメンバーが逮捕された。
- 同年、バルタサル・ガルソン判事は、「再編スペイン共産党」PCE(r)は「グラポの政治部門」であるという理由で、この活動を停止させた。[17]
- 2006年2月6日、グラポの3人は、サラゴサのセルバンテス通りで短期雇用斡旋会社の経営者フランシスコ・コレルを誘拐しようとして、その経過で、同伴していた妻のアナ・イサベル・エレロを殺害し、夫を負傷させた[3]。犯行声明は同市のアンテナ・トレス、テレビ社に文書で送られた。これは、同組織による最後の死傷者となった。同年2月26日、イスラエル・トラルバがこの事件の実行犯と推定され逮捕された。トラルバは、2000年に同組織が起こした殺人事件の犯人ともされている[17]。また、3月16日にはカステリョン・デ・ラ・プラーナで別の銀行を襲い、支店長の足を負傷させた事件があった。
- 2006年6月9日、サラゴサ爆弾テロ事件後の捜査の結果、カタルーニャの町レウスで、当時グループのトップリーダーと考えられていたフアン・ガルシア・マルティンを含む、他の3人のメンバーが逮捕された。
- 同年7月4日、2人のメンバーがサンティアゴ・デ・コンポステーラのカイシャ・ガリシア支店を襲撃。彼らは、同市にあるカイシャ・ガリシアの支店長を、通りの真ん中で暴行を加え、銃を突きつけ脅して、銀行の支店に入り、約2万ユーロを奪った。捜査によると、強盗犯はイスラエル・クレメンテとスルソ・ガルシア・ビダルであった。彼らは同年2月6日のサラゴサの事件、3月16日の事件を起こした者たちとされた。
- 2007年6月、バルセロナにある2つの隠れ家が捜索された。
- 2008年1月、5人のメンバーが逮捕され、実質的に組織は解体された。
- 2009年5月11日、フランス国家憲兵隊はパリ近郊でグラポの隠された武器庫を発見した。
- 2011年3月10日、サンティアゴ・デ・コンポステーラ市長（社労党）あったホセ・アントニオ・サンチェス・ブガロがかつて住んでいたアパートで小型爆弾が爆発した。
- 同日、元メンバーのテルモ・バレラ・フェルナンデス（組織から離脱し、ガリシア民族主義に近い）が逮捕され、襲撃の実行犯の一人として告発された。 その後の家宅捜索で火炎瓶の材料が発見されたが、この襲撃は独立派グループ「Resistencia Galega」との関連があると考えられた。

## 解散の有無
以上の経過で、実質的の彼らの行動は停止しているが、自主的解散声明は行われていない。実質的には、活動は封じ込められたことになる。

## 被害
歴史学者で通信大学のフアン・アビレス・ファレ教授は、グラポによる死者を80人以上としている。また、テロ被害者協会（AVT）によると、合計93人の死者と95人の負傷者を出し、3件の誘拐事件に関与しており、最初の2件は人質の解放により警察によって解決されたとしている。

## 特筆される人物
- フェルナンド・シルバ・サンデ - 1975年以来グラポのメンバーで、テロ組織のトップであった。逮捕され数度の刑期を終えた後、1992年にグラナダの刑務所から脱獄し、2000年11月にパリで再逮捕された。
- セバスティアン・ロドリゲス・ベローゾ - 1984年、爆弾テロや実業家の暗殺など複数のテロに関与したとして、1985年に懲役84年の判決を受けた。囚人たちの統合収監を要求して、432日間のハンガーストライキを行い、車椅子生活を余儀なくされたが、1994年に赦免された。その後、パラリンピック水泳選手として数々の世界記録を樹立し、スポーツ界で活躍。
- フランシスコ・ブロトンス・ベネイト - 最も血生臭い時代のリーダー。1977年に逮捕されたが、2年後に脱獄。1996年の交渉に参加し、武装闘争の放棄を試みたが失敗に終わり、1980年の逮捕後、25年間を刑務所で過ごす。著書がある。
- ピオ・モア - 創設メンバーで、1975年10月1日の暗殺事件の1件に加担。1977年に組織から追放された。マルクス主義や左翼から次第に距離を置くようになり、保守系の論客としてメディアで登用された。